# Brazilian Air Force One
Brazilian Air Force One (Força Aérea Brasileira 001) er flyvekontroltjenestens officielle kaldesignal på det brasilianske flyvevåbens fly, der befordrer Brasiliens præsident.
På internationale flyvninger benytter flyvevåbnet ICAO-koden BRS01 og kaldesignalet Brazilian Air Force 01.
Det primære fly til transport af præsidenten er en modificeret udgave af Airbus A319, mens der ved kortere rejser benyttes et Embraer 190, som flyvevåbnet anskaffede sig to eksemplarer af i 2008. 